# リチャード・ソール・ワーマン
リチャード・ソール・ワーマン（Richard Saul Wurman、1935年3月26日 - ）は、アメリカ合衆国の建築家でグラフィック・デザイナーである。
情報デザインや情報アーキテクチャといった、情報を分かりやすく表現する技術における先駆者とされている。多数の書籍の執筆やデザインに携わり、TEDカンファレンスを創立した（ただし現在はTEDMEDにのみ関わっている）。

## 経歴
1959年にペンシルバニア大学大学院にて建築の学位を取得。
1962年に自著を初めて出版し、情報アーキテクチャという語を生み出す。
1981年、ロサンゼルスでAccess Pressを設立し、旅行ガイド作りに従事する。
1987年、サンフランシスコでThe Understanding Businessを結成し、電話帳、道路地図、航空会社ガイドのリニューアルを試みる。
1984年にTEDを創立、 2001年にはThe Sapling Foundationに売却する。
1994年にスイスのダボスで開催された世界経済フォーラムのフェローに任命される。

## 著書
リチャード・ソウル ワーマン 著、松岡正剛 訳『理解の秘密: マジカル・インストラクション』エヌティティ出版、1993年4月1日。ISBN 978-4871882170。